# Pascale Wyder
Pascale Wyder (* 25. Juni 1995 in Aarau, Schweiz) ist eine ehemalige Schweizer Handballspielerin, die für die Schweizer Nationalmannschaft auflief.

## Karriere

### Im Verein
Wyder begann das Handballspielen beim Schweizer Verein HV Rotweiss Buchs. Später lief die Rückraumspielerin für die SG Aargau West auf, einer Jugendspielgemeinschaft des HV Rotweiss Buchs, des HSC Suhr Aarau und des TV Zofingen. Mit deren U-19-Mannschaft gewann sie im Jahr 2012 die Schweizer Meisterschaft.
Wyder lief ab dem Jahr 2011 für den TV Zofingen auf. In ihrer Zeit bei Zofingen wurde sie in den Jahren 2014 und 2015 als «Beste Nachwuchs-Spielerin U20» mit dem Swiss Handball Award ausgezeichnet. Nachdem sich Zofingen im Jahr 2015 aus der SPAR Premium League zurückgezogen hatte, schloss sie sich den Spono Eagles aus Nottwil an. Mit Spono gewann sie 2016 und 2018 die Schweizer Meisterschaft sowie 2018 und 2019 den Schweizer Cup. Im Oktober 2018 warf Wyder in einem Spiel des Schweizer Cups 21 Tore, was seit Beginn der elektronischen Datenerfassung im Jahr 2001 einen Schweizer Rekord im Spitzenhandball darstellt. Zur Saison 2020/21 wechselte sie zum deutschen Bundesligisten Frisch Auf Göppingen. Mit Göppingen trat sie 2021 den Gang in die Zweitklassigkeit an. Nach der Saison 2023/24 beendete sie ihre Karriere.

### In der Nationalmannschaft
Wyder lief 21-mal für die Schweizer Jugendnationalmannschaft auf, für die sie 39 Treffer erzielte. Für die Juniorinnennationalmannschaft kam sie 23-mal zum Einsatz, für die sie 76 Tore warf. Am 5. Juni 2013 gab sie ihr Debüt für die Schweizer A-Nationalmannschaft.